# Henrik Cavling
Paulus Henrik Cavling (22. marts 1858 i Kgs. Lyngby – 7. august 1933 på Stutgården ved Hillerød) var en dansk journalist, redaktør og forfatter. Henrik Cavling var søn af teglbrænder Jeppe Olsen og hustru Bengta Olsen, født Cavling, og døbt Paulus Henrik Olsen 2. maj 1858 i Lyngby Kirke. Efternavnet Cavling fik han tilføjet ved bevilling af 16. oktober 1889. Fungerede som chefredaktør for Politiken fra 1905 til 1927. I den periode voksede Politiken til at blive Danmarks største avis og oplaget tredobledes fra 22.000 i 1904 til op imod 75.000 i 1924.

## Karriere
Henrik Cavling var Danmarks første egentlige journalist. Han startede som reporter ved Morgenbladet, men skiftede i 1884 til avisen Politiken. Hans varemærke blev en evne til at være dér, hvor historierne var, eller bare at se historier, hvor andre ikke så nogen. Således var hans reportage fra sprængningsulykken på Donse Krudtværk 16. maj 1882 karakteristisk for ham, samtidig med at den varslede en ny type journalistik i Danmark. Hans levende stil og evne til at beskrive alt med få, rammende ord var medvirkende til den nydannede avis Politikens succes i slutningen af 1800-tallet.
Hans første bidrag til Politiken var små notitser fra Berlin i 1885. Året efter blev han fastansat, og avancerede 19 år senere til chefredaktør. På denne tid var parlamentarismen kommet til Danmark, og den meget intense politiske aviskrig mellem Det Radikale Venstre, som Politiken tilhørte, og Højre var stilnet af. Det var Cavling magtpåliggende at skabe respekt om det af mange ringeagtede journalistarbejde.
Som chefredaktør revolutionerede Cavling den danske bladverden, der snart blev tvunget til at følge Politikens eksempel. I stedet for at være gammeldags partiaviser skulle aviser være nyhedsaviser, der berettede om dagens hændelser. Hvor mange emner før havde måttet vige for partiavisens paroler, blev der nu også plads til sport og udenlandske nyheder. Aviser skulle i Cavlings verden informere det moderne travle storbymenneske om dagens begivenheder.
Journalistprisen Cavlingprisen er oprettet til minde om Henrik Cavling.
1914 fik Henrik Cavling ideen til at opstille det store juletræ, der siden da er blevet tændt hvert år den første søndag i advent, på Rådhuspladsen i København, hvor Politiken sammen med Ekstra Bladet var flyttet til to år tidligere.
Han udgav de selvbiografiske værker Efter Redaktionens Slutning (1928) og Journalistliv (1930). I 1910 udkom en samling af hans journalistik under titlen Nogle avisartikler, der blev genudgivet i 2000.

## Menneskehandel
I 2017 kom det frem, at Cavling havde købt en 10-årig dreng fra Dansk Vestindien - en tidligere dansk slavekoloni - som efterfølgende blev brugt flittigt til bl.a. udbringning af aviser for Politikens redaktion.